# Peltogaster paguri
Peltogaster paguri — вид щелепоногих ракоподібних родини Peltogastridae. Паразитує у крабах та раках-самітниках.

## Поширення
Вид поширений на північному сході Атлантики від узбережжя Британських островів до Білого моря.